# Петренко, Дмитрий Дмитриевич
Дмитрий Дмитриевич Петренко (род. 1951) — украинский политик, заместитель Министра угольной промышленности Украины (02.-12.2007).

## Биография
Родился 24 мая 1951 года (г. Прокопьевск, Кемеровская обл., Россия); рус.; отец Дмитрий Петрович (1928—1993) — мастер-взрывник, шахта «Перевальская»; мать Лидия Семеновна (1927) — пенс.; жена Вера Ивановна (1951) — экономист; сын Дмитрий (1974) — офицер ВВС; дочь Юлия (1978).
Образование: Коммунарский горнометалл. ин-т, горный ф-т (1968—1973), горный инженер.
Народный депутат Украины 2 соз. с 03.1994 (1-й тур) до 04.1998, Перевальский выборный округ № 255, Луганская обл., выдвинут. КПУ. Чл. Ком-та по вопросам базовых отраслей и социально-экономического развития регионов. Чл. фр. коммунистов. На время выборов: трест «Луганскугольстрой», нач. произ. отдела.
Народный депутат Украины 3 соз. 03.1998-04.2002, выборный округ № 107, Луганская обл. На время выборов: нар. деп. Украины, чл. КПУ. Председатель подкомитета по вопросам угольной промышленности Комитета по вопросам топливно-энергетического комплекса, ядерной политики и ядерной безопасности (с 07.1998), чл. фракции КПУ (с 05.1998).
- 1973—1975 — служба в армии.
- 1975—1978 — гірн. мастер, секр. ком-та комсомола, шахта «Перевальская».
- 1978—1982 — секр. парткома треста «Луганскуглестрой».
- 04.1982-03.1987 — участковый горный нормировщик, нач. Чернухинского шахтостроевского управления.
- 04.1987-1991 — зав. пром.-тр. отделом, секр., 1-й секр., Перевальский РК КПУ.
- 12.1991-1994 — инж. горных работ, нач. производственного отдела, трест «Луганскуглестрой».

1-й секр. Перевальского РК КПУ (с 04.1991); чл. ЦК КПУ.